# Klasztor Nazaretanek w Szefaram
Klasztor Nazaretanek – klasztor nazaretanek położony w mieście Szefaram na północy Izraela.

## Historia
W 1857 roku siostry zakonne z klasztoru nazaretanek w Nazarecie pomogły mieszkańcom miasta Szefaram, w zamian za co otrzymały kawałek ziemi położony w centrum miasta. Znajdowały się na nim ruiny kościoła św. Jakuba z IV wieku. Zakonnice przyjęły ziemię i podjęły decyzję o budowie w tym miejscu nowego klasztoru. W 1860 roku przy klasztorze powstała szkoła, w której uczyło się około tysiąca dzieci z okolicznych wiosek. Klasztor prowadził także niewielkie ambulatorium, udostępniając podstawowe usługi zdrowotne dla mieszkańców miasta. Z pomocy medycznej mogli korzystać wszyscy potrzebujący, niezależnie od wyznawanej wiary. Gdy w 1914 roku wybuchła I wojna światowa władze tureckie nakazały siostrom opuszczenie klasztoru i wyjechanie z Palestyny. Pomimo to kilka sióstr pozostało na miejscu.

## Współczesność
Obecnie w klasztorze przebywa zaledwie kilka sióstr nazaretanek. Przy klasztorze funkcjonuje szkoła, dom kultury i chór.